# Howard Vyse
General Mayor Richard William Howard Howard Vyse (25 de julio de 1784 – 8 de junio de 1853) fue un militar británico y egiptólogo. Fue también parlamentario (MP) por Beverley (de 1807 a 1812) y Honiton (de 1812 a 1818).

## Vida familiar
Richard William Howard Vyse, nacido el 25 de julio de 1784 en Stoke Poges, Buckinghamshire, era el hijo único del general Richard Vyse y su esposa, Anne, la única hija superviviente y heredera de Sir George Howard, mariscal de campo.       
Richard William Howard Vyse asumió el apellido adicional de Howard por el manual de signos real en septiembre de 1812 y se convirtió en Richard William Howard Howard Vyse al heredar las propiedades de Boughton y Pitsford en Northamptonshire a través de su abuela materna, Lucy, hija de Thomas Wentworth, Primer Conde de Strafford (1672–1739).
Vyse Murió en Stoke Poges, Buckinghamshire, el 8 de junio de 1853. Se había casado el 13 de noviembre de 1810 con Frances, segunda hija de Henry Hesketh de Newton, Cheshire. Tuvieron ocho hijos y dos hijas; entre ellos el teniente Frederick Howard Vyse RN y Richard Howard-Vyse, Windsor MP. Su última voluntad fue aprobada el 13 de agosto de 1853 en el Tribunal de Prerrogativas de Canterbury.

## Carrera militar
Howard Vyse fue comisionado como corneta en el 1.º de Dragones en 1800. Fue transferido al 15.º de Dragones Ligeros como teniente en 1801 y promovido a capitán en 1802 y mayor en 1813. En 1815 fue transferido al 87.º de Infantería y en 1816 al 2º regimiento de Guardias Salvavidas, y luego también a la 1.ª de la India occidental en 1819. Fue ascendido brevemente a teniente coronel en 1825, más tarde nominado para ser puesto a media paga en 1825,  coronel en 1837, y Mayor General en 1846.
En 1809 actuó como ayudante de campo de su padre en el personal del distrito de Yorkshire, y el 5 de julio de 1810 recibió el título honorario de D.C.L. de la Universidad de Oxford. El 2 de octubre de 1840, Vyse asumió su deber oficial como coronel de los Guardias Salvavidas en el séquito de luto en el funeral de S.A.R. la princesa Augusta Sofía, a quien había dedicado su libro, Operaciones realizadas en las pirámides de Gizeh en 1837.

## Carrera parlamentaria
Vyse fue elegido al Parlamento por Beverley en Yorkshire, un burgo cuyas elecciones eran frecuentemente disputadas, en 1807. Dos meses después de la elección, Philip Staple, el candidato perdedor, solicitó al Parlamento, acusando a Vyse (junto con el otro candidato ganador, John Wharton) de soborno y corrupción durante la campaña. El Comité al cual le fue remitida la petición declinó anular el resultado en favor de Staple. Unos dieciséis años después de la muerte de Vyse, surgieron evidencias de que a la mayoría de sus votantes se les había pagado: £3,8 para un aumento de volumen y £1,14 por un voto dividido. Los pagos realizados después de una elección (como fueron estos) no se consideraban soborno en virtud de la Ley de Sobornos de 1729 (y la jurisprudencia pertinente) y no fueron considerados por los Comités Parlamentarios motivos para anular la elección.
En octubre de 1812, Vyse intercambió su asiento en Beverley por el de Honiton en Devonshire. En esta ocasión Vyse fue elegido sin oposición como el tercer candidato potencial, Samuel Colleton Graves, de Hembury Fort, cerca de Honiton, invitado a presentarse en su lugar, escogió presentarse en otro lugar. Vyse ocupó su asiento hasta la disolución del Parlamento en 1818.
También sirvió como Alto Sheriff de Buckinghamshire en 1830.

## Egiptólogo

### Pirámides de Guiza
Vyse visitó Egipto por primera vez en 1835 y en 1836 se unió a las excavaciones de Giovanni Battista Caviglia en Guiza. Vyse encontró a Caviglia "improductivo" y en 1837 formó equipo con el ingeniero John Shae Perring en un esfuerzo por explorar y documentar las tres pirámides. Su trabajo culminó en la publicación de Las Pirámides de Gizeh y Operaciones realizadas en las pirámides de Gizeh, este último también incluye un apéndice con el relato de Vyse sobre su viaje al Bajo Egipto.
Mediante el uso de la agresiva "arqueología de la pólvora" Vyse hizo un importante descubrimiento en la Gran Pirámide de Guiza. Giovanni Battista Caviglia había efectuado voladuras en el lado sur de la cámara de descarga (Cámara de Davison) sobre la cámara del Rey, un cuarto descubierto por Nathaniel Davison en 1765, esperando encontrar un enlace al "canal de ventilación" del sur. A pesar del nombre, Vyse escribió "Parece que las pirámides eran tumbas; que los pasajes inclinados fueron construidos con el propósito de ayudar al transporte de los sarcófagos, y para la mejor disposición de los bloques sólidos con los que al menos parte, sino la totalidad, de las grandes entradas fueron selladas, y también para aumentar la dificultad de exhumación y de violación. Al estar cerradas con mampostería sólida, no pudieron haber sido utilizadas para la observación astronómica, ni tampoco para la iniciación o prácticas misteriosas, como algunos han supuesto caprichosamente" concluye. Pero mientras Caviglia se rindió, Vyse sospechó que había otra cámara sobre la de Davison, ya que podía insertar una caña de "aproximadamente dos pies" hacia arriba a través de una grieta en una cavidad. Por lo tanto realizó explosiones directamente hacia arriba en el lado norte, durante tres meses y medio, descubriendo cuatro cámaras adicionales. Vyse las nombró por importantes amigos y colegas; cámara Wellington (por Arthur Wellesley, Primer Duque de Wellington), la cámara Nelson (por el vicealmirante Horatio Nelson), cámara Lady Arbuthnot (por Anne Fitzgerald, esposa de Sir Robert Keith Arbuthnot, 2.º Baronet) y la cámara Campbell (por Patrick Campbell, agente británico y Cónsul General en Egipto).
La versión de Vyse de los acontecimientos al respecto del descubrimiento de la cámara Wellington fue disputada por Caviglia en una serie de cartas en que el italiano reclamaba haber informado a Vyse de su sospecha de que allí probablemente podría haber otra cámara directamente sobre la de Davison. Según Caviglia Vyse entonces traicionó su confianza en este asunto y posteriormente hizo que Caviglia se retirara de Guiza para reclamar el descubrimiento para él. En respuesta a la acusación, Vyse emitió una fuerte refutación, rechazando las reclamaciones de Caviglia.
Vyse también descubrió numerosos grafiti escritos en rojo en las cámaras que datan de la época de la construcción de las pirámides. Junto con líneas, marcadores, y notaciones direccionales estaban los nombres  de varias de las cuadrillas de trabajadores que cortaban y transportaban los bloques de piedra. Todos los nombres de cuadrillas de trabajo contenían una variante del nombre del faraón: Khufu, Khnum-Khufu y Medjedu, las dos primeras contenidas dentro del distintivo cartucho real. Si bien la mayoría de estos nombres de cuadrillas se concentraban en la cámara Lady Arbuthnot y la cámara Campbell, las cuatro cámaras abiertas por Vyse contenían grafiti (o más correctamente "marcas de cantero", como las llamó Vyse). Mientras la anteriormente descubierta cámara Davison no contenía ninguna.
El ahora famoso nombre del faraón Khufu fue encontrado en el techo sur hacia el lado oeste de la cámara Campbell. El cartucho forma parte de una pequeña inscripción donde se lee Ḫwfw śmrw ˤpr (“la cuadrilla, Compañeros de Khufu”), una de las cuadrillas de trabajadores que construyeron la cámara. Aunque el cartucho de Khufu está ocultado por bloques, este mismo nombre de equipo de obreros también aparece a varios pies de distancia en el último bloque del techo. Vyse también descubrió otro cartucho parcial con el nombre de Khufu en el lado norte del cuarto. Vyse hizo copiar los grafiti por su ayudante, J. R. Hill, y los envió a Samuel Birch, el Guardián de Antigüedades en el Museo Británico y, en esa época, uno de los muy pocos estudiosos capaces de traducir jeroglíficos egipcios. Birch fue capaz de identificar este cartucho como perteneciente a Sufis/Keops como lo había identificado previamente el erudito italiano, Ippolito Rosellini, confirmando así la participación de Khufu en la Gran Pirámide -una asociación hasta entonces, solo informada por Heródoto que registra a Khufu como el constructor de la estructura.
Se encontraron varios cartuchos con la famosa variante del nombre real "Khnum-Khufu" entre los grafiti de las cuadrillas de trabajadores, en la cámara Lady Arbuthnot, así como en las cámaras Nelson y Wellington.
Actualmente estas cámaras también contienen gran cantidad de grafitis modernos dejados por viajeros y visitantes de los siglos XIX y XX, la mayoría concentrados en la cámara Campbell.

### Controversia
Mientras la egiptología convencional considera a Khufu el constructor y dueño de la Gran Pirámide de Guiza respaldada por los hallazgos arqueológicos, el autor de pseudohistoria Zecharia Sitchin  en dos de sus libros, The Stairway to Heaven (1980) y Journeys to the Mitical Past (2007), acusa a Vyse y sus ayudantes, Perring y Hill, de forjar los varios nombres de Khufu en estas cámaras, ofreciendo como motivación para esto, la "determinación de Vyse por obtener un hallazgo importante a medida que se acababa el tiempo y el dinero".

## Publicaciones
- Operations carried on at the Pyramids of Gizeh in 1837, volume 1, publicado en Londres, 1840.
- Operations carried on at the Pyramids of Gizeh in 1837, volume 2, publicado en Londres, 1840.
- Appendix to Operations carried on at the  Pyramids of Gizeh in 1837, publicado en Londres, 1842. Volume three of Operations carried on at the Pyramids of Gizeh in 1837. Dedicado a las búsquedas de Perring.